# 紫の一本
『紫の一本』（むらさきのひともと）は戸田茂睡による江戸時代前期の仮名草子。浅草の隠者遺佚入道と四谷の下級武士陶々斎（陶々子）が気の赴くまま江戸各地を渡り歩く設定で、遺佚が和歌、陶々斎を漢詩を詠み、漫才的な問答を行い、時に騒動に巻き込まれる。江戸の地誌としての体裁を取っているが、近代以降は文学的な価値が評価されている。成立は奥書・後書に天和2・3年とあるが、作中に貞享年間の詠歌を載せる。

## 書名
古今和歌集の有名歌「紫の一本故に武蔵野の草は皆がらあはれとぞ見る」（巻17・雑歌上・867）が由来と見られる。平安時代当時辺境の地であった武蔵国において、ムラサキの草一本が咲いているのを見ると、そこに生える全ての草木が愛おしく思えるといった意味で、この歌以降「紫の一本」（一輪のムラサキ）と「武蔵野」は共に詠まれることが定着し、『源氏物語』にも本歌取の歌が見える。
佐佐木信綱は「此著はまことに、当時未だ春風がめぐまずして、荒涼たりし武蔵野の文学界に於ける「紫の一本」であつた。」と評している。

## 作者
柳亭種彦、山東京山、小笠原俊長等は、作者を戸田茂睡としていたが、奥書に「この紫の一本は、桜田に住みし光融入道所労の頃、慰みに書き集め、予に清書せよと送りて後殞命す」とあり、これをそのまま採用して作者を光融入道、清書者を茂睡とする見方もあった。しかし、作中には茂睡の個人的な経験が多く含まれ、紀貫之や藤原定家の和歌批判、武士道精神に関する論など、茂睡の他著における主張と一致するため、茂睡の作と見るのが自然である。従って光融入道は架空の人物と考えられるが、跋文に町奉行への刊行願が通らなかったことが記されており、公儀を憚り他人の作のように見せかけたとも考えられる。
なお、もう一人の登場人物陶々斎については、茂睡の親友である岩松弥三郎幻隠庵高融とする説がある。

## 成立年代
奥書に天和2年（1682年）12月、件の浄書に関する後書に天和3年（1683年）5月の記載がある。しかし、天和2年（1682年）7月2日の「天下一」の称使禁制、8月12日の茶屋女禁制等、町触によって禁じられたこれらの事物を詳細に描写しており、全体としても天和期に禁制が増える以前の享楽的風俗が描かれていることから、概ね延宝8年（1680年）以前に成立していたと考えられるが、鉄砲洲条に延宝8年（1680年）没の徳川家綱追悼句、待乳山条に天和3年の高野詣、更に時の鐘条には貞享年間に詠まれた句が掲載されており、天和年間以降にも手が加えられていることがわかる。
町触の発布は茂睡の他著『御当代記』にも見えるが、『紫の一本』から町触に反する部分を敢えて削除しなかった点からは、それら規制の背景となった当時の江戸の人々の娯楽志向を活写しようとする時好性が窺える。

## 構成
登場人物が江戸各地を巡る設定ではあるものの、近くの地域から順に名所を挙げる地域別方式ではなく、ジャンル別のいわば物は付け形式を採用している。各項目には場所のみを示すもの、簡単な説明を付すもの、登場人物2人が関わる一幕のエピソードが挿入されるものが混在する。

### 上巻
御城廻り并古城
- 新堀の城
- 長井の城
- 西之窪の城

山
- 紅葉山
- 東叡山
- 御殿山
- 和田外山
- 道灌山
- 待乳山
- 甲山
- 赤根山
- 青山
- やつ山
- 丸山

坂
- 長坂
- 聖坂
- 榎坂
- 行人坂
- めうと坂
- 不動坂
- 金剛寺坂
- 鳶坂
- 菊坂
- なしの木坂
- 無縁坂
- 車坂
- 屏風坂
- 小坂
- あふ坂
- 浄瑠璃坂
- 左内坂
- 梅林坂
- 法眼坂
- 南部坂
- 紀伊国坂
- 道玄坂
- もちの木坂
- 江戸見坂
- 塩見坂
- かぐら坂
- 清水坂

谷上
- がぜぼ谷
- 千日谷
- 戒行寺谷
- 薬研谷
- 地獄谷
- 清水谷
- 大上谷
- 茗荷谷

窪
- 大久保
- 川田ヶ窪
- 日南窪
- 西の窪
- 蛇窪

谷下
- 市谷
- 二谷
- 三谷
- 四谷
- 谷中
- 渋谷
- 雑司谷
- 下谷
- 比々谷
- 千駄ヶ谷
- 世多谷
- 碑文谷
- 指谷

川
- 隅田川
- 浅草川
- 江戸川
- 玉川
- 宇田川

島
- 永代島
- 佃島
- 牛島
- 柳島
- 三河島
- 霊巌島

堀
- 新堀
- 八町堀

池
- 不忍池
- 鏡ヶ池
- 姥ヶ池
- 溜池

### 下巻
井
- 極楽の井
- 蜘の井
- 堀兼の井
- 柳の井
- 麹町の井
- 亀之井
- 亀井戸
- 油の井
- 策の井

橋
- 鳥越橋
- 鮫が橋
- 淀橋
- 三枚橋
- 笄橋
- 押懸の橋
- 両国橋
- だいた橋
- 日本橋

渡
- 橋場渡
- 竹町渡
- 鎧の渡
- 三文渡

船
- 東国丸
- 山一丸
- 熊一丸
- 神田一丸
- 川武丸
- 窮屈丸
- きり／＼゛す

野
- 武蔵野
- 手向野
- 中野
- 代々木野
- むれゐ野
- 三芳野

小路
- 藪小路
- 松原小路
- 広小路
- 式部小路

塚
- 道灌塚
- 景政塚
- 業平塚
- 大塚
- 篠塚
- 亀塚
- 梅若塚
- 班女塚
- 家忠塚
- 梶原塚

馬場
- 博労町
- 高田
- 本所
- 浅草
- 和田倉
- 小日向
- 小石川
- 市谷
- 赤坂
- 芝
- 御茶の水台

花
- 東叡山
- 谷中感応寺
- 浅草観音堂
- 四谷自性院
- 芝大仏
- 渋谷
- 柏木

郭公
- 戸塚毘沙門山

月
- 三股
- 木挽町

紅葉
- 海晏寺

雪
- 王子金輪寺
- 牛島長命寺

祭
- 山王
- 浅草三社権現
- 神田明神
- 白山
- 市谷八幡
- 高田八幡
- 下谷稲荷
- 氷川大明神
- 深川八幡
- 四谷天王
- 鳥越明神

時の鐘
- 石町
- 上野
- 本所
- 赤城
- 市谷
- 赤坂
- 愛宕下

## 参照元
江戸地誌の系譜は浅井了意『江戸名所記』の名所記形式に始まり、『江戸雀』のような実用性を重視する地誌形式が出たが、『紫の一本』は名所記の形は受け継ぎながら、内容の類似を意識的に排し、挿話を挟めて文芸的性格を強めたものである。一方、登場人物2人の掛け合いといった部分には『竹斎』の影響が色濃く窺える。
文久3年（1863年）の斎藤月岑『睡余觚操』は、『むらさきの一もと』は三浦浄心の『見聞集』を参照している、と指摘している。
| 『むらさきの一もと』巻上（御城廻り）より | 『見聞集』巻1「江戸の川橋にいはれ有事」より |
| --- | --- |
| 権現様御代の御時、唐人参府の節馳走に被下候雉子鶏を、此所にやらいをゆひて入置たるゆへ、雉子橋と云とぞ、雉子橋の御門と云は、此橋より坤にあたるか、 | 然ば、家康公、関東へ御打入以後、から国の帝王より、日本へ勅使わたる、数百人の唐人、江戸へ来りたり／是等をもてなし給ふには、雉子にまさる好物なしとて、諸国より雉子をあつめ給ふ、此流の水上に鳥屋を作り、雉子をかぎりなく入置ぬ、其雉子屋のほとりに橋一つありけり、夫を雉子橋と名付たり、 |
| その次一ッ橋、これも権現様御うち入の時分は、丸木の一ッ橋かゝりし故に、今に其名を云、                                                             | 又、其下に、丸木を一本渡したる橋有ければ、是をひとつ橋、まろき橋共いひならはす、 |
| また竹橋と云も、其比は竹にてかけたる橋なり、 | 又、其次に、竹をあみて渡したる橋有、是をばすのこ橋、竹橋とも名付たり |

## 後世の受容
数年後に出された『江戸鹿子』は『紫の一本』を参考にしたものとも言われるが、直ちに肯定できないとする意見もある。
『紫の一本』を引用する最初の書は、寛延4年（1751年）成立の酒井忠昌『南向茶話』で、当初は専ら地誌として参照されたが、化政期には山東京伝、柳亭種彦、喜多村信節等によって江戸初期の風俗史料として重んじられた。
柳亭種彦は天保9年芒屋主人書写本跋文において「江戸名所を記しゝ書、昔々もなきにはあらねど、寛永の『色音論』はあら／＼として事足らず、寛文の『名所記』（『江戸名所記』）は誤少なからず。江戸に住む者江戸の事を著しゝは、延宝の『江戸雀』が始めなれど、余りに細しからむとして玄関帳に異ならず。それこの『一もと』や、これらの書に更になづまず、部をわかちて最も目やすく、時の流言をさへ書きしかば、さながら天和の昔に遊ぶが如く、読むに倦まず、旧地の事実を知るに足れり。」と絶賛する。
近代以降の研究者の間では、地理や風俗に関する考証史料としてよりも、挿入されるエピーソード部分の文学的な価値が注目されるようになった。

## 写本
- 『武城紫廼一本』 - 国立国会図書館デジタルコレクション - 宝暦6年（1756年）深森散人写
- 『むらさきの一もと』 - 国立国会図書館デジタルコレクション - 正徳4年（1714年）9月中旬杏莫子写、柳亭種彦手沢本
- 『むらさきの一もと』 – 早稲田大学古典籍総合データベース

## 翻刻
- 『百万塔』第1-6号、金港堂、1892年
- 『戸田茂睡全集／むらさきの一もと』 - 国立国会図書館デジタルコレクション 国書刊行会、大正4年（1915年）、1969年
- 『随筆文学選集』第10巻、書斎社、1927年
- 『新編日本古典文学全集』第82巻、小学館、2000年